# Lista över biskopar i Stockholms stift
Detta är en lista över biskoparna i Stockholms stift inom Svenska kyrkan. För biskoparna i Stockholms katolska stift - se Lista över katolska biskopar i Sverige efter reformationen.
Detta är en kronologisk lista över Stockholms biskopar från att Stockholms stift blev eget stift 1942.
| Namn               | Ämbetsperiod | Levnadstid |
| ------------------ | ------------ | ---------- |
| Manfred Björkquist | 1942–1954    | 1884–1985  |
| Helge Ljungberg    | 1954–1971    | 1904–1983  |
| Ingmar Ström       | 1971–1979    | 1912–2003  |
| Lars Carlzon       | 1979–1984    | 1918–2004  |
| Krister Stendahl   | 1984–1988    | 1921–2008  |
| Henrik Svenungsson | 1988–1998    | 1933–2017  |
| Caroline Krook     | 1998–2009    | f. 1944    |
| Eva Brunne         | 2009-2019    | f. 1954    |
| Andreas Holmberg   | 2019-        | f. 1966    |